# Новоенисейка
Новоенисейка — село в Бейском районе Республики Хакасия России. 
Расположено на границе Бейского и Алтайского районов на реке Енисей. Расстояние до райцентра, села Беи — 50 км.
Число хозяйств — 340, население — 896 человек (01.01.2003).
Село основано переселенцами из Курской, Могилевской, Вятской губерний в 1908—1909 г. В 1909 г. селу официально дано нынешнее название. В 1930 г. образован колхоз «Искра», который в 1957 г. был реорганизован в зерносовхоз «Означенский». В него входили 6 деревень, в том числе, Новоенисейка. В 1965 г. совхоз разделен на 2 совхоза: «Означенский» и «Новоенисейский». С 1989 г. совхоз «Новоенисейский» стал подсобным хозяйством СаАЗа. В 1997 г. подхоз реорганизован в ООО «Саяны — Агро».
В селе работают средняя общеобразовательная школа, библиотека, дом культуры, фельдшерско-акушерский пункт.

## Население
| 2002 | 2010  |
| ---- | ----- |
| 995  | ↗1071 |

## Новоенисейский совхоз Бейского района
В 1954 г. колхозы «Искра», «Красная звезда», «Первое Мая», «Вторая пятилетка», «Путь Сталина», «Трудовик» были укрупнены в колхоз «Искра». В 1957 г. он вошёл в образовавшийся совхоз «Означенский». В 1965 г. в результате разукрупнения совхоза был образован «Новоенисейский» совхоз овцеводческого направления с отделениями в сёлах Новоенисейке, Новониколаевке, Дмитриевке . Его земельная площадь составляла 32070 га, в том числе пашня — 9563, сенокосы — 4737, пастбища — 17770 га. Центральная усадьба находилась в селе Новоенисейке.
Наивысшие показатели были получены хозяйством в 1985:
- урожайность зерновых — 16,5 ц/га,
- кукурузы на зелёную массу — 315 ц/га,
- надой на 1 фур. корову — 2000 кг,
- настриг шерсти с 1 овцы — 4,3 кг.

В совхозе имелось поголовье (голов):
- КРС — 1334, в том числе коров — 800,
- овец — 35298,
- лошадей — 339.

Численность работающих — 560 человек. В 1989 г. «Новоенисейский» совхоз передали Саянскому алюминиевому заводу в качестве подсобного хозяйства. В 2002 г. хозяйство преобразовано в ОАО «Новоенисейское». Руководители: И. И. Мамаев, П. Д. Помыткин, Д. Г. Иванов, А. И. Трейзе.